# Дача Мараини
Дàча Пàола Мараѝни (на италиански: Dacia Paola Maraini) е италианска писателка, поетеса и есеистка. Носителка е на много литературни награди.

## Биография
Родена е във Флоренция през 1936 г. като най-голямата дъщеря на флорентинския антрополог, ориенталист и писател Фоско Мараини и художничката и галеристка от Палермо Топация Алиата, принадлежаща по майчина линия към сицилианския клон на древната пизанска фамилия Алиата, а именно Алиата ди Салапарута. Дядо ѝ по бащина линия е римският скулптор и изкуствовед от тичински и генуезки произход Антонио Мараини (1886 - 1963), депутат от Националната фашистка партия от 1934 до 1939 г., както и близък сътрудник на йерарха Акиле Стараче и основен защитник на художествено-културните политики на фашисткия режим. Баба ѝ по бащина линия е английската писателка, родена в тогавашна Хабсбургска Унгария и от частично полски произход Корнелия Едит „Йои“ Крос (1877 - 1944). Дядо ѝ по майчина линия е гастрономът Енрико Мария Алиата ди Вилафранка (1879 - 1946), собственик на прочутата винарна Корво и последен господар на древните изби на Кастелдача, а баба ѝ по майчина линия е Ория Мария Амелия „Соня“ Ортузар Овале де Оливарес (1892 - 1981), оперна певица, която обаче не успява да се наложи, дъщеря на чилийски дипломат.
Мараини прекарва детството си в Япония, където родителите ѝ се установяват през 1939 г. и където са родени сестрите ѝ Луиза „Юки“ (музикантка, певица и композиторка) и Антонела „Тони“ (писателка, историчка на изкуството и етноложка). След падането на фашизма и последвалото обявяване на примирието от Касибиле през 1943 г., с което Италия прекъсва връзките си с Оста, семейството е интернирано в концентрационен лагер от японските власти, където търпи глад. Едва през 1945 г. то успява да се завърне в Италия, като първо се установява в Сицилия, в имението на техните баба и дядо по майчина линия, монументалната Вила Валгуарнера в Багерия, а по-късно в Рим. След това баща ѝ Фоско иска да се върне сам във Флоренция. Тези години са разказани от самата Мараини в нейния роман „Багерия“.
След раздялата на родителите ѝ, на 18-годишна възраст Мараини се присъединява към баща си, който междувременно се мести в Рим. През 1959 г. се жени за Лучо Поци, милански художник, с когото се развежда през 1963 г. Впоследствие е дългогодишна партньорка на Алберто Моравия, с когото живее от 1962 до 1978 г. В Рим създава солидно приятелство с много писатели и поети, включително Пиер Паоло Пазолини, Елса Моранте, Мария Белончи и самия Моравия, влизайки напълно в литературния кръг на времето.
Мараини е вегетарианка.

## Кариера

### 60-те години
Първият си успех постига с романа La vacanza („Ваканцията“) от 1962 г. Следват L'età del malessere („Възрастта на дискомфорта“) (1963) и A memoria („Наизуст“) (1967).

### 70-те години
През 1971 г. подписва отвореното писмо до сп. „Л'Еспресо“ срещу комисар Луиджи Калабрези.
През 1972 г. пише Memorie di una ladra („Спомени на една крадла“), а през 1975 г. – Donna in guerra („Жена на война“). 
През 1973 г. основава Театър „Мадалена“ (Teatro della Maddalena) в Рим с писателката и драматург Марикла Боджо, ръководен и режисиран само от жени. Авторка е на повече от шестдесет пиеси, играни в Италия и в чужбина, включително „Манифест от затвора“ (Manifesto dal carcere) и „Диалог на проститутка с клиент“ (Dialogo di una prostituta con un suo cliente).

### 80-те години
През 80-те години пише Il treno per Helsinki („Влакът за Хелзинки“) (1984) и Isolina („Изолина“) (1985). 
В края на 80-те години Rai3 излъчва предаването Raccontare Palermo („Да разкажеш за Палермо“), където писателката се среща по улиците и в сградите на града с различни представители на сицилианската култура като Мимо Кутикио.

### 90-те години
През 1990 г. публикува La lunga vita di Marianna Ucria („Дългият живот на Мариана Укрия"). Следват Bagheria („Багерия“) (1993), Voci („Гласове“) (1994), Un clandestino a bordo („Нелегален имигрант на борда“) (1996), Dolce per se („Сладка за себе си“) (1997) и сборникът с разкази Buio („Тъмнина“) (1999).

### 2000-те години
В началото на 2000-те Мараини води Международния театрален фестивал „Джоя Векио“ в Джоя дей Марси в Абруцо.
През 2001 г. публикува La nave per Kobe („Корабът за Кобе“), в която припомня детския си опит на затворчка в Япония, и Amata scrittura. Laboratorio di analisi letture proposte conversazioni („Обичано писане. Ателие за анализи, предложения за четене, разговори“). През 2004 г. е ред на Colomba („Гълъбица“). През 2007 г. издава Il gioco dell'universo („Играта на вселената“), а през 2008 г. – Il treno dell'ultima notte („Влакът от последната нощ“).

### 2010-те години
През 2010 г. публикува разказа La seduzione dell'altrave („Съблазняването на друго място“) и през 2011 г. романа La grande festa („Големият празник“).
През 2013 г. излиза романът й под формата на дневник Chiara di Assisi. Elogio della disobbienza („Киара от Асизи. Възхвала на непокорството“).
От 2016 г. Мараини е почетна гражданка на Арона на езерото Маджоре – мястото, където всяка година се провежда театралният и литературен фестивал „Татър на вода“ (Il teatro sull'acqua), на който тя е художествен директор.
През 2018 г. е назначена за президент на научния комитет на Палермо като Италианска столица на културата.
Тя е главна редакторка на литературното списание Nuovi Argomenti, издавано от изд. „Арнолдо Мондадори“.

### 2020-те години
През 2020 г. публикува есето Il coraggio delle donne („Смелостта на жените“) с Киара Валентини и романа Trio. Storia di due amiche, un uomo e la peste a Messina („Трио. Историята на две приятелки, един мъж и чумата в Месина“). 
През 2021 г. публикува: Writing like breathing. Sessant'anni di letteratura („Писането като дишане. Шестдесет години литература“), документалните книги La scuola ci salverà („Училището ще ни спаси“) и Una rivoluzione gentile. Riflessioni su un Paese che cambia  („Една нежна революция. Размисли за една променяща се страна“).
През 2022 г. излиза Caro Pier Paolo („Скъпи Пиер Паоло“) в памет на нейния приятел Пиер Паоло Пазолини за 100 години от рождението му.
През 2023 г. излиза книгата й Vita mia („Моят живот“), разказваща за преживяванията ѝ като военнопленница в Япония по време на Втората световна война, а през 2024 г. – книгата на феминистка тематика Diario degli anni difficili. Con le donne di ieri, oggi e domani („Дневник на трудните години. С жените от вчера, днес и утре“).

## Творчество

### Романи
- La vacanza, 1962
- L'età del malessere, 1963
- A memoria, 1967
- Memorie di una ladra, 1972
Спомени на една крадла, изд. „Х. Г. Данов“, 1982.
- Donna in guerra, 1975
- Lettere a Marina, 1981
- Il treno per Helsinki, 1984
- La lunga vita di Marianna Ucrìa, 1990
Нямата херцогиня, изд. „Хемус“, 1996, ISBN 954-428-126-6
- Bagheria, Milano, 1993
- Voci, Milano, 1994
- Dolce per sé, 1997
- Colomba, 2004
- Il treno dell'ultima notte, 2008
- La grande festa, 2011
- Menzogna felice, 2011
- Chiara di Assisi. Elogio della disobbedienza, 2013
- La bambina e il sognatore, 2015
- Tre donne. Una storia d'amore e disamore, 2017
- Corpo felice. Storia di donne, rivoluzioni e un figlio che se ne va, 2018
- Trio.Storia di due amiche, un uomo e la peste a Messina, 2020
- Vita mia, 2023

### Разкази
- Mio marito, 1968
- L'uomo tatuato, 1990
- Delitto, 1990
- Cinque donne d'acqua dolce, в Il pozzo segreto. Cinquanta scrittrici italiane, представени от Мария Роза Кутруфели, Розарио Гуачи и Мариза Рускони, 1993
- La ragazza con la treccia, 1994
- Mulino, Orlov e Il gatto che si crede pantera, в Parole di donne, a cura di Adriana Moltedo, 1994
- Silvia, 1995
- Il mostro dagli occhi verdi, в Racconti a teatro, 1996
- Buio, 1999
- Berah di Kibawa. Un racconto con dodici finali, 2003
- In volo, 2005
- Un sonno senza sogni; Gita in bicicletta a Mongerbino, 2006
- Ragazze di Palermo, 2007.
- Il poeta-regista e la meravigliosa soprano, 2008.
- La ragazza di via Maqueda, 2009
- La seduzione dell'altrove, 2010
- L'amore rubato, 2012
- Gita a Viareggio, 2013
- Telemaco e Blob. Storia di un'amicizia randagia, 2017
- La scuola ci salverà, 2021 [съдържа 3 разказа: L'esame, Il bambino vestito di scuro и Berah di Kibawa]

### Сборници
- Romanzi, 2006
- Romanzi e racconti, 2021

### Детски разкази
- Storie di cani per una bambina,1996
- La pecora Dolly. E altre storie per bambini, 2001
- La notte dei giocattoli, 2012
- Onda Marina e il drago spento, 2019

### Поезия
- Botta e risposta poetica... o quasi, с Николо Мараини, 1960
- Crudeltà all'aria aperta, 1966
- Donne mie, 1974
- Mangiami pure, 1978
- Dimenticato di dimenticare, 1982
- Maraini, Stein, 1987
- Viaggiando con passo di volpe. Poesie 1983-1991, 1991
- Occhi di Medusa, 1992
- Se amando troppo. Poesie 1966-1998, със CD-ROM, 1998
- Notte di capod'anno in ospedale, 2009

### Театър
- Il ricatto a teatro e altre commedie, 1970
- Viva l'Italia, 1973
- La donna perfetta, 1974
- La donna perfetta seguito da Il cuore di una vergine, 1975
- Don Juan, 1976
- Dialogo di una prostituta con un suo cliente. Con un dibattito sulla decisione di fare il testo e la preparazione dello spettacolo, 1978
- I sogni di Clitennestra e altre commedie, 1981
- Lezioni d'amore e altre commedie, 1982
- Stravaganza, 1987
- Paura e amore, с Margarethe von Trotta и Laura Novati, 1988
- Erzbeth Bathory; Il geco; Norma 44, 1991
- Veronica, meretrice e scrittora, 1992
- La casa tra due palme, 1995
- Maria Stuarda. Mela, Donna Lionora giacubina, Stravaganza, Un treno, una notte, 2001
- Teatro anni Novanta: I, Veronica, meretrice e scrittora. La terza moglie di Mayer, Camille, 2001
- II, Memorie di una cameriera. Storia di Isabella di Morra raccontata da Benedetto Croce, I digiuni di Catarina da Siena, 2001
- Per Giulia, с Angela Bove, della professoressa Maria Rosaria Carnevale, l'apporto delle parole delle amiche e del diario ritrovato di Giulia, 2011
- Per proteggerti meglio, figlia mia, 2011
- In viaggio da Itaca, с Gabriele Marchesini, 2011
- Lettere d'amore, писма на Габриеле Д'Анунцио в театралната рамка на Дача Мараини, с CD, 2012
- Teresa la ladra, с CD, Roma, 2013
- Passi affrettati, 2015

### Сценарии
- Cuore di mamma, con Salvatore Samperi, Milano, Forum, 1969

### Документална литература
- Fare teatro. Materiali, testi, interviste, 1974
- Suor Juana, in suor Хуан Инес де ла Крус, Risposta a suor Filotea, 1980
- Isolina. La donna tagliata a pezzi, 1985
- La bionda, la bruna e l'asino, 1987
- Cercando Emma, 1993
- Un clandestino a bordo, Roma, Gabriele e Mariateresa Benincasa, 1993, 1996
- Il sommacco. Piccolo inventario dei teatri parlermitani trovati e persi, 1993
- Dizionarietto quotidiano. Da "amare" a "zonzo", 229 voci raccolte da Gioconda Marinelli, 1997
- Giromondo, с Енцо Биаджи, 1999
- Fare teatro. 1966-2000, в 2 тома, 2000
- Amata scrittura. Laboratorio di analisi letture proposte conversazioni, 2000
- La nave per Kobe. Diari giapponesi di mia madre, 2001
- Madri e figlie. Ieri e oggi, с Анна Салво и Силвия Веджети Финци, 2003
- Dentro le parole. Aforismi e pensieri, 2005
- I giorni di Antigone. Quaderno di cinque anni, 2006
- Passi affrettati, 2007
- Sulla mafia. Piccole riflessioni personali, 2009
- Il sogno del teatro. Cronaca di una passione, с Eugenio Murrali, 2013
- La mia vita, le mie battaglie, с Джоузеф Фарел, 2015
- Se un personaggio bussa alla mia porta. "Come si racconta...", 2016
- Il diritto di morire (с Клаудио Волпе), 2018
- Il coraggio delle donne (с Киара Валентини), 2020
- Writing Like Breathing. Sessant'anni di letteratura, a cura di Michelangelo La Luna, 2021
- La scuola ci salverà, 2021
- Una rivoluzione gentile. Riflessioni su un Paese che cambia, 2021
- La scuola ci salverà, 2021
- Caro Pier Paolo, 2022
Скъпи Пиер Паоло. Изд. „Колибри“, 2023. ISBN 978-619-02-1337-6

### Пътеписи
- Michelangelo La Luna (ред.), Sguardo a Oriente. Reportage, ricordi, racconti di un continente affascinante, 2022

### Интервюта
- E tu chi eri? Interviste sull'infanzia, 1973
- Wanda Raheli. Giovedì 19 giugno 1975, 1975
- Parlare con Dacia Maraini, di Ileana Montini, 1977
- Storia di Piera, con Piera degli Esposti, 1980
- Il bambino Alberto, 1986
- Conversazione con Dacia Maraini. Il piacere di scrivere, a cura di Paola Gaglianone, 1995
- Piera e gli assassini, con Piera degli Esposti, 2003
- Ho sognato una stazione. Gli affetti, i valori, le passioni, conversazione con Paolo Di Paolo, 2005
- Il volto delle donne. Conversazione con Dacia Maraini, intervista di Stefano Giovinazzo, 2010
- Alfabeto quotidiano. Le parole di una vita, с Джоконда Маринели, 2021

### Аудиокниги
- Piera Degli Esposti legge La lunga vita di Marianna Ucrìa, 2011

## Филмография
- L'età del malessere, реж. Джулиано Биаджети (1968)
- La donna invisibile, реж. Паоло Спинола (1969)
- Cuore di mamma, реж. Салваторе Сампери (1969)
- Certo, certissimo, anzi... probabile, реж. Марчело Фондато (1969)
- Uccidete il vitello grasso e arrostitelo, реж. Салваторе Сампери (1970)
- L'amore coniugale, реж. Дача Мараини (1970)
- Teresa la ladra, реж. Карло Ди Палма (1973)
- Цветът на Хиляда и една нощ (Il fiore delle Mille e una notte), реж. Пиер Паоло Пазолини (1974)
- Abrami in Africa (1976)
- Aborto: parlano le donne (1976)

## Награди и признания
- 1962 – Награда Formentor de las Letras[8]
- 1985 – Награда „Фреджене“ (Premio Fregene) (Награда на Президента за литература)[9][10]
- 1990 – Награда „Кампиело“ (Premio Campiello)[11] (Книга на годината 1990) с La lunga vita di Marianna Ucrìa
- 1995 – Награда „Неапол“ (Premio Napoli)[12]
- 1996 – Медал „Габриела Мистрал“ (Medaglia Gabriela Mistral)[13]
- 1996 – Кавалер на Големия кръст на Ордена за заслуги към Италианската република[14]
- 1997 – Награда за литература „Фаяно“ (Premio Flaiano per la narrativa)[15]
- 1997 – Награда „Фреджене“ за комуникация и културно разпространение[9][10]
- 1997 – Литературна награда „Бранкати“ за белетристика (Premio letterario Brancati per la narrativa)[16]
- 1999 – Награда „Мондело“ (Premio Mondello)[17]
- 1999 – Награда „Стрега“ (Premio Strega) за сборника с разкази Buio[18]
- 2000 – Награда „Порто Венере Жена“ (Premio Porto Venere Donna)[19]
- 2000 – Плакет „Волпони“ (Targa Volponi)[20]
- 2002 – Награда за литературна кариера „Ангуилара Сабация“ (Premio alla Carriera Letteraria "Anguillara Sabazia")[21]
- 2004 – Литературна награда „Кастелфиорентино“ (Premio letterario Castelfiorentino)
- 2005 – почетна диплома за Studi teatrali от Университета на Акуила[22]
- 2006 – Национална награда за белетристика „Лучо Мастронарди“ за кариера (Premio nazionale di Narrativa Lucio Mastronardi alla carriera)[23]
- 2007 – Награда „Чимитиле“ (Premio Cimitile), раздел „Белетристика“ за Il gioco dell'universo
- 2007 – Награда „Жълтуга“ (Premio La ginestra), специална извънконкурсна награда[24][25]
- 2008 – Награда „Калепино“ (Premio Calepino)[26]
- 2009 – Международна награда за поезия „Роберто Фарина“ (Premio Internazionale di Poesia «Roberto Farina»)[27]
- 2009 – Литературна национална награда „Карло Леви“ (Premio Letterario Nazionale “Carlo Levi”), раздел „Белетристика“[28]
- 2009 – Награда „Алесандро Тасони“ (Premio Alessandro Tassoni)[29]
- 2009 – Почетна диплома от Middlebury College (Върмонт, САЩ)[30]
- 2010 – Почетна магистърска степен от Университета във Фоджа[31]
- 2011 – Награда „Тариконе“ (Premio Tarricone)[32]
- 2012 – Награда „Анджелини“ (Premio Angelini)[33]
- 2012 - Награда „Мизено“ (Premio Miseno)[34]
- 2012 – Награда „Фондация „Ил Кампиело““ (Premio Fondazione Il Campiello)
- 2012 – Златна алебарда за литература (Alabarda d'oro per la letteratura)[35]
- 2012 – Награда ASDOE (Premio ASDOE)[36]
- 2013 - Награда „Морска култура“ (Premio Cultura del Mare)[37]
- 2014 – Почетно гражданство на Баколи[38]
- 2015 – Почетна диплома от Университет „Джон Кабот“ (Рим)[39]
- 2016 – Награда „Бокачо“ (Premio Boccaccio)[40]
- 2016 – Почетно гражданство на Арона
- 2016 – Почетно гражданство на Вилапиана[41]
- 2016 – Литературна награда „Палми за кариера“ (Premio letterario Palmi alla carriera)[42]
- 2016 – Национална награда „Пратола“ (Premio Nazionale Pratola)[43]
- 2016 – Награда „Манцони“ за кариера (Premio Manzoni alla carriera)[44]
- 2016 – Награда „Монтале Извън дома 2016“ (Premio Montale Fuori di Casa 2016), раздел „Белетристика“[45]
- 2017 – Награда „Панунцио“ (Premio Pannunzio)[46]
- 2017 – Награда „Ил Поджо“ (Premio il Poggio)[47]
- 2017 – Награда „Ругарли“ (Premio Rugarli)[48]
- 2017 – Неспокоен на годината 2017 (Inquieto dell'Anno 2017)[49]
- 2017 – Посветен ѝ е литературен конкурс в Калашибета[50]
- 2017 – Орден на Изгряващото слънце, златни лъчи с розета (Япония)[51]
- 2018 – Награда „Ювенал“ (Premio Giovenale)[52]
- 2018 – Награда „Град Бари“ (Premio Città di Bari)[53]
- 2018 – Награда „Киара“ за кариера (Premio Chiara alla carriera)[54]
- 2018 – Почетна диплома от Неаполски университет „Ориентале“[55]
- 2018 – Златен флорин (Fiorino d'oro)[56]
- 2019 – Награда „БълхиВУма за кариера“ (Premio PulciNellaMente alla Carriera)[57]
- 2019 – Награда „Матилде Серао“ (Premio Matilde Serao)[58]
- 2019 – Награда „Франко Куомо Интернешънъл“ (Premio Franco Cuomo International 2019)[59]
- 2020 – Литературна международна награда „Виареджо Репачи за кариера“ (Premio Letterario Internazionale Viareggio Répaci alla carriera)[60]
- 2021 – Награда „Хемингуей“ (Premio Hemingway)[61]
- 2021 – Награда за поезия „Чиленто“ (Premio Cilento Poesia)
- 2021 – Литературна награда „Какури“ (Premio Letterario Caccuri) за La scuola ci salverà[62]
- 2021 - Награда „Фулвия“ (Premio Fulvia)[63]
- 2021 - Награда „Деси“ (Premio Dessì) (специална награда на журито)[64]
- 2022 - Награда за кариера „Град Акуи Терме“ (Premio alla Carriera Città di Acqui Terme)[65]
- 2022 - Награда „Пасаджи 2022“ (Premio Passaggi 2022)[66]
- 2022 - Награда „Жени на първа линия“ (Premio Donne in Prima Fila)[67]
- 2022 - Международна награда „Диалози на Пистоя“ (Premio Internazionale Dialoghi di Pistoia)[68]